# Passiflora mansoi
Passiflora mansoi (Mart.) Mast. – gatunek rośliny z rodziny męczennicowatych (Passifloraceae Juss. ex Kunth in Humb.). Występuje naturalnie w Brazylii (w stanach Bahia, Goiás, Mato Grosso do Sul oraz Mato Grosso). 

## Morfologia
PokrójPnący krzew o trwałych pędach.
LiścieOwalne, rozwarte u podstawy, prawie skórzaste. Mają 8–15 cm długości oraz 5–12 cm szerokości. Całobrzegie, ze spiczastym lub ostrym wierzchołkiem. Ogonek liściowy jest owłosiony i ma długość 10–20 mm. Przylistki są nietrwałe.
KwiatyPojedyncze. Działki kielicha są podłużnie owalne, białawe, mają 1,9–2,2 cm długości. Płatki są podłużne, białe, mają 1,5 cm długości. Przykoronek ułożony jest w dwóch rzędach, żółty, ma 4–13 mm długości.
OwoceSą prawie kulistego kształtu. Mają 3–4,5 cm długości i 2,5–3,5 cm średnicy.

## Biologia i ekologia
Występuje na sawannach kolczastych i cerrado.